# Jean Daniélou
Jean Guénolé Louis Marie Daniélou S.J. (Neuilly-sur-Seine, 14 de mayo de 1905 - París, 20 de mayo de 1974) fue un jesuita y cardenal francés. Uno de los teólogos más importantes del Concilio Vaticano II, además de renovar el interés por la Patrística.

## Biografía
Jean-Guenolé-Marie Daniélou nació el 14 de mayo de 1905 en Neuilly-sur-Seine. Era hijo de Charles Daniélou y Madeleine Clamorgan. Su padre era un político anticlerical que fue varias veces ministro del gobierno francés, mientras que su madre era educadora católica y fundadora de instituciones para la educación femenina. Su hermano Alain (1907-1994) fue un destacado indólogo e historiador, convertido al shivaísmo.
Daniélou estudió Literatura y Filosofía en la Sorbona y en 1927 obtiene el diploma de gramática. Finalizados los estudios clásicos, ingresó en la Compañía de Jesús en 1929 y, durante su regencia, enseñó en un colegio masculino de Poitiers, de 1934 a 1936.  Estudió teología en Fourvière (Lyon), entonces una de las más prestigiosas del mundo. Fue ordenado sacerdote el 19 de agosto de 1938, el mismo día que el abate Pierre.
Con vocación de escritor, a partir de 1941 forma parte en París del grupo de redactores de la revista Études; prepara al mismo tiempo su tesis, que defiende en 1943 en el Instituto Católico de París con la calificación máxima; este mismo año se licencia también en Letras en La Sorbona. 
Durante la Segunda Guerra Mundial, Daniélou sirvió en las Fuerzas Aéreas entre 1939 y 1940. Con la caída de Francia en manos de la Alemania nazi, se reincorporó a la vida civil e inició estudios de doctorado, completando en 1942 su tesis sobre la doctrina espiritual de Gregorio de Nisa. A continuación fue nombrado capellán de la sección femenina de la École Normale Supérieure, en Sèvres. Dedicó la mayor parte de su tiempo a la investigación patrística y se convirtió, junto con Henri de Lubac, en uno de los fundadores de la colección de libros Sources Chrétiennes. En 1944 fue nombrado catedrático de Historia de los Primeros Cristianos en el Instituto Católico de París, del que llegó a ser decano. A partir de la década de 1950 publicó varios estudios históricos, entre ellos La Biblia y la liturgia, El Señor de la Historia y De las sombras a la realidad, que sirvieron de base para el desarrollo de la Teología de la Alianza.
Daniélou, que se inspiraba en los Padres de la Iglesia, que trabajaban a partir de las Escrituras, evitaba en general la terminología y el enfoque neo-tomistas y utilizaba un vocabulario más relacional, haciendo hincapié en nuestra entrega en respuesta a la entrega de Dios en Jesucristo, con el desvelamiento gradual de la vida trinitaria en la historia.
El Papa Juan XXIII nombró a Daniélou perito del Concilio Vaticano II. En 1969, el Papa Pablo VI le nombró cardenal. Como consecuencia, fue ordenado titular de la sede episcopal de Taormina, y se le asignó el título de Cardenal-Diácono de San Saba, una parroquia jesuita de Roma. Al igual que su profesor de teología Henri de Lubac, Daniélou rechazó en dos ocasiones el cardenalato, pero finalmente lo aceptó ante la insistencia de Pablo VI. Fue elegido miembro de la Academia Francesa el 9 de noviembre de 1972 para suceder al Cardenal Eugène Tisserant.
Murió inesperadamente en 1974 en casa de una supuesta prostituta. La Compañía de Jesús, tras una investigación, declaró que Daniélou llevaba un regalo de dinero para pagar la fianza del marido de la mujer. Al igual que otras personalidades públicas, el hermano de Daniélou le defendió enérgicamente, señalando que siempre se había desvivido por servir a los más necesitados.
Tres directrices bien definidas caracterizan la actividad de Daniélou: profesor universitario, escritor y pastoralista. El profesorado lo ejerció en la Facultad de Teología del Instituto Católico de París desde 1943, año en que, por acuerdo unánime del claustro, sucede a Julio Lebreton en la cátedra de Orígenes Cristianos. Había dado ya pruebas de su valía, primero, con su tesis doctoral: Platonisme et théologie mystique, Essai sur la doctrine spirituelle de saint Grégoire de Nysse (París 1944); y sobre todo porque había iniciado en 1942, junto con Henry de Lubac, la prestigiosa colección Sources Chrétiennes. Fue varios años Decano de la Facultad de Teología. 

## Sus trabajos en Teología
Hombre de tendencia renovadora, procuró huir de extremismos. Algunos puntos de su obra han suscitado no obstante crítica, y diversos comentaristas de la encíclica Humani generis de Pío XII lo mencionaron entre los aludidos por las advertencias e indicaciones pontificias. El punto más rico y fecundo de la labor de Daniélou son, sin duda, sus trabajos sobre las fuentes de la historia cristiana, habiendo contribuido al desarrollo de los estudios bíblicos y patrísticos. Otro de los ejes de su pensamiento es la interpretación cristiana de la historia (El misterio de la historia) y la historia de la salvación. No fue, sin embargo, hombre de grandes construcciones teoréticas: se movía mejor en el terreno de la investigación histórica y en el del ensayo incisivo sobre problemas y cuestiones de actualidad. Esta última es en efecto una de las vertientes más características de su producción. Profundo conocedor del desarrollo del pensamiento católico, especialmente del francés (así lo demuestra su Cinquante ans de pensée catholique franquise, París 1955), trató numerosos temas candentes. Así, en Escándalo de la verdad (Madrid 1962) defiende la certeza metafísica. En Oración y política (Barcelona 1966) defiende las «instituciones cristianas» y la necesaria interdependencia de la religión y la civilización; continúa la controversia sobre este tema en Cristianismo de masas o de minorías (Burgos 1968). Otros temas vivos abordados por Daniélou en diversas obras son la salvación de los no cristianos, cristianismo y otras religiones, ecumenismo, etc.
Fundó en su juventud el Círculo San Juan Bautista, en París, para formación de jóvenes. Muchas de las conferencias tenidas en este centro se publicaron en libros de divulgación seria, tales como: Le mystére du salut des nations (París 1945); Les laics et la mission de l'Eglise (París 1962); Les évangiles de fenfance (París 1967; Barcelona 1969); La résurrection (París 1968). Trabajó también en el Centro Richelieu de La Sorbona y en la Escuela Normal Superior Femenina de Sèvres- École normale supérieure de jeunes filles (ENSJF) entre alumnos universitarios. Con Bible et liturgie (París 1950) y con L'entrée dans l'histoire du salud, Baptéme et Confirmation (París 1967) contribuyó a los estudios litúrgicos.
Sus obras fundamentales, sin embargo, proceden de su enseñanza universitaria. Especialista en los orígenes cristianos y en el estudio de la patrística, escribió: Histoire des doctrines chrétiennes avant Nicée, I, Théologie du christianisme (Tournai 1957), Message évangélique el culture Héllenistique aux He et IIIe siécles (Tournai 1961); Etudes d'exégése judéo-chrétienne, Les testimonia (París 1966). En colaboración con H. I. Marrou escribió el tomo I de la Nouvelle histoire de l'Eglise (París 1963; Madrid 1964), corriendo a su cargo el tema de su especialidad: desde los orígenes al Concilio de Nicea. Otras obras: Los manuscritos del Mar Muerto y los orígenes del cristianismo (Madrid 1961); Origéne (París 1952); Trilogía de la salvación (Madrid 1964); En torno al misterio de Cristo (Barcelona 1961).

## Obra
- Platonisme et théologie mystique : doctrine spirituelle de saint Grégoire de Nysse, Aubier, París, 339 p., 1944, reedición en 1953.
- Le mystère du salut des nations, Seuil, París, 146 p., 1946
- Dialogues: avec les marxistes, les existentialistes, les protestants, les juifs, l'hindouisme, Le Portulan, París, 192 p., 1948
- Origène, La Table ronde, París, 318 p., 1948
- Sacramentum futuri, Études sur les origines de la typologie biblique, Beauchesne, París, 263 p., 1950
- Bible et liturgie, la théologie biblique des sacrements et des fêtes d'après les Pères de l'Église, Cerf, París, 477 p., 1951
- Les symboles chrétiens primitifs, Seuil, París, 159 p., 1951
- Les anges et leur mission, d'après les Pères de l'Église, Desclée, París, 171 p., 1952, rééd. en 1990.
- Essai sur le mystère de l'histoire, Seuil, París, 341 p., 1953
- Sainteté et action temporelle, Desclée, París, 60 p., 1955
- Les manuscrits de la Mer Morte et les origines du christianisme, Ed. de l'Orante, París, 122 p., 1957, rééd. en 1995.
- God and the ways of knowing, traducido del francés, Meridians Books, New York, 249 p., 1957
- Philon d'Alexandrie, Fayard, París, 220 p., trad en italien en 1991. 1958
- Histoire des doctrines chrétiennes avant Nicée 1 : Théologie du judéo-christianisme, Desclée, París, 457 p., 1958, reedición en 1964, trad. al inglés, 1974, trad. al italiano. 1991, rééd. Texto establecido sobre la italiana de 1974 por Marie-Odile Boulnois, revisado y corregido por Joseph Paramelle y Marie-Josephe Rondeau, Desclée/Cerf, París, 512 p.,
- Le chrétien et le monde moderne, Desclée, París, 78 p., 1959
- Approches du Christ, (Église et temps présent), Grasset, París, 253 p., 1960
- Histoire des doctrines chrétiennes avant Nicée 2 : Message évangélique et culture hellénistique aux IIème et IIIème siècles, Desclée, París, 485 p., rééd. 1990. 1961
- Scandaleuse vérité, Fayard, París, 171 p., 1961
- Dialogue avec Israël, La Palatine, París, 162 p., 1963
- Au commencement (Genèse 1-2), Seuil, París, 124 p., 1963
- Nouvelle histoire de l'Église, 1 Des origines à Saint Grégoire le Grand, en collab. Henri Marrou, Seuil ; París, 614 p., 1963
- Jean-Baptiste, Témoin de l'Agneau, Seuil, París, 184 p., 1964
- L'oraison, problème politique, Fayard, París, 154 p., 1965
- Les juifs: dialogue entre Jean Daniélou et André Chouraqui, Beauchesne, París, 116 p., 1966[11]
- Mystères païens, mystère chrétien, Fayard, París, 100 p., 1966
- Études d'exégèse judéo-chrétienne : les Testimonia, Beauchesne, París, 188 p., 1966
- L'Église face au monde, en colaboración con Pasteur J. Bosc, La Palatine, París, Genève, 209 p., 1966
- Les Évangiles de l'enfance, Seuil, París, 139 p., 1967
- La catéchèse aux premiers siècles, Cours du Rév. Père Jean Daniélou rédigé par Régine du Charlat, Fayard, Mame, París, 270 p., 1968
- L'avenir de la religion, Fayard, París, 142 p., 1968
- La Trinité et le mystère de l'existence, Desclée de Brouwer, París, 116 p., 1968
- Tests, Attestation, Contestation, Détestation, Protestation, Beauchesne, París, 95 p., 1968
- La Résurrection, Seuil, París, 142 p., 1969
- La foi de toujours et l'homme d'aujourd'hui, Beauchesne, París, 148 p., 1969
- Nouveaux tests, Beauchesne, París, 94 p., 1970
- L'Église des apôtres, Seuil, París, 157 p., 1970
- L'être et le temps chez Grégoire de Nysse, Brill, Leyde, 231 p., 1970, rééd. en 1978.
- Pourquoi l'Église ?, Fayard, París, 184 p., 1972
- Et qui est mon prochain ?, Mémoires, Stock, París, 250 p., 1974
- Le catholicisme : hier, demain, en colaboración con Jean Honoré, Paul Poupard, Buchet-Chastel, París, 292 p., 1974
- Contemplation, croissance de l'Église, Fayard, París, 173 p., 1977
- Histoire des doctrines chrétiennes avant Nicée 3, Les origines du christianisme latin, Cerf, París, 391 p. 1978
- Carnets spirituels, texto editado por Marie-Josèphe Rondeau, prefacio de Ambroise-Marie Carré, Avant-propos par Xavier Tilliette, Cerf, París, 404 p., 1993

### Ediciones en castellano
- Daniélou, Jean (1965). Sacramentos y culto según los Santos Padres. Ediciones Cristiandad. ISBN 9788470570865.
- Daniélou, Jean (1982). Contemplation, croissance de l'Église (Carlos Díaz, trad.) [Contemplación. Crecimiento de la Iglesia]. Ensayos 8 (Primera edición). Madrid (España): Encuentro. p. 144. ISBN 84-7490-064-6.
- Daniélou, Jean (2006) [1948]. El misterio del Adviento. Cuadernos Phase 163. 141 páginas. Barcelona: Centre de Pastoral Litúrgica. ISBN 978-84-9805-160-5.
- Daniélou, Jean (2003). Dios y nosotros. Ediciones Cristiandad. ISBN 9788470574481.
- Daniélou, Jean (2006). Los orígenes del cristianismo latino. Ediciones Cristiandad. ISBN 9788470574467.
- Daniélou, Jean (2004). Teología del judeocristianismo. Ediciones Cristiandad. ISBN 9788470574672.
- Daniélou, Jean (2002). Mensaje evangélico y cultura helenística: siglos II y III. Ediciones Cristiandad. ISBN 9788470574597.